# Eustaquio Carrasco
Eustaquio Carrasco – portorykański bokser, złoty medalista igrzysk Ameryki Środkowej i Karaibów w San Juan z roku 1966.

## Kariera
W 1966 roku Carrasco zajął pierwsze miejsce w kategorii lekkośredniej na igrzyskach Ameryki Środkowej i Karaibów, które rozgrywane były w San Juan. W półfinale rywalem Portorykańczyka był Kolumbijczyk Juan Evangelista Córdoba. Walka zakończyła się punktowym zwycięstwem Carrasco, który awansował do finału. W finale Carrasco pokonał na punkty reprezentanta Jamajki Normana Lyttle’a, zdobywając złoty medal w kategorii lekkośredniej.